# Agrotis capnista
Agrotis capnista là một loài bướm đêm trong họ Noctuidae.